# سينبيري تيفيري
سينبيري تيفيري (3 مايو 1995) هي عداءة إثيوبية محترفة للمسافات المتوسطة والطويلة. حصلت على الميدالية الفضية في سباق 5000 متر في بطولة العالم لألعاب القوى 2015. وحصلت أيضًا على الميدالية الفضية في بطولة العالم للعدو الريفي لعام 2015. وهي صاحبة الرقم القياسي العالمي لسباق الطريق لمسافة 5 كيلومترات فقط للسيدات. في سن 16 عامًا، حصلت على الميدالية الفضية في سباق 1500 متر في بطولة العالم تحت 18 عامًا 2011، وحصلت على الميدالية البرونزية في بطولة تحت 20 عامًا في العام التالي.

## حياة مهنية
فازت بأول ميدالية دولية لها في بطولة العالم للشباب في ألعاب القوى 2011، واحتلت المركز الثاني في سباق 1500 متر، وفازت في البطولة الإثيوبية لألعاب القوى. وفازت في بطولة العالم للناشئين في ألعاب القوى 2012، وحققت أفضل رقم شخصي قدره 4:08.28 دقيقة في سباق 1500 متر في النهائي، وحصلت على الميدالية البرونزية للناشئين.
افتتحت موسم 2013 بفوزها في البطولة الوطنية للناشئين، حيث قطعت مسافة 3000 متر بفارق سبع ثوان تقريبًا عن الوقت القياسي. وفي البطولات الإثيوبية الكبرى ظهرت لأول مرة على مسافة 5000 متر وتغلبت على منافستها أليميتو هيروي لترفع لقبها الوطني الثاني. بدأت في سباق العدو الرفي في نهاية العام وحصلت على المركز الثالث في قسم الناشئين في بطولة الأندية الإثيوبية. وفي العام التالي، كانت من بين المرشحين لبطولة العالم للناشئين 2014 بعد أن حققت توقيتًا عالميًا للناشئين قدره 8:41.54 دقيقة في سباق 3000 متر في الدوري الماسي بالدوحة، لكنها لم تنافس في النهاية. وسجلت رقماً قياسياً أفريقياً للناشئين في سباق 2000 متر في لقاء جولدن سبايك أوسترافا بزمن قدره 5:34.27 دقيقة، لتنتهي خلف جينزيبي ديبابا التي كانت تحاول تحطيم الرقم القياسي العالمي.

## الإنجازات

### المسابقات الدولية
| العام                      | المسابقة                                      | المكان        | المركز       | حدث          |              |
| تمثل إثيوبيا               | تمثل إثيوبيا                                  | تمثل إثيوبيا  | تمثل إثيوبيا | تمثل إثيوبيا | تمثل إثيوبيا |
| -------------------------- | --------------------------------------------- | ------------- | ------------ | ------------ | ------------ |
| 2011                       | بطولة العالم للشباب لألعاب القوى 2011         | ليل (مدينة)   | 2nd          | 1500 م       | 4:10.54 PB   |
| 2012                       | بطولة العالم للناشئين لألعاب القوى 2012       | برشلونة       | 3rd          | 1500 م       | 4:08.28 PB   |
| 2013                       | بطولة العالم لألعاب القوى 2013                | موسكو         | 30th (h)     | 1500 م ‏      | 4:11.41      |
| 2015                       | بطولة العالم للعدو الريفي ‏                    | غوييانغ       | 2nd          | سباق كبار ‏   | 26:06        |
| 2015                       | بطولة العالم للعدو الريفي ‏                    | غوييانغ       | 1st          | فريق كبار ‏   | 17 pts       |
| 2015                       | بطولة العالم لألعاب القوى 2015                | بكين          | 2nd          | 5000 م ‏      | 14:44.07     |
| 2016                       | ألعاب القوى في الألعاب الأولمبية الصيفية 2016 | ريو دي جانيرو | 5th          | 5000 م ‏      | 14:43.75     |
| 2017                       | بطولة العالم لألعاب القوى 2017                | لندن          | 4th          | 5000 م ‏      | 14:47.45     |
| 2018                       | البطولات الإفريقية ‏                           | أسابا         | 2nd          | 5000 م ‏      | 15:54.48     |
| 2018                       | الكأس القارية ‏                                | أوسترافا      | 2nd          | 3000 م ‏      | 8:32.49 PB   |
| 2019                       | بطولة العالم لألعاب القوى 2019                | الدوحة        | 6th          | 10,000 م ‏    | 30:44.23 SB  |
| 2021                       | ألعاب القوى في الألعاب الأولمبية الصيفية 2020 | طوكيو         | 6th          | 5000 م       | 14:54.39     |
| سباقات الماراثون العالمية ‏ |                                               |               |              |              |              |
| 2022                       | ماراثون نيويورك ‏                              | نيويورك       | –            | ماراثون      | DNF          |

### الألقاب الوطنية
- بطولة إثيوبيا لألعاب القوى
  - 5000 متر: 2013، 2017

## روابط خارجية
- سينبيري تيفيري على موقع الاتحاد الدولي لألعاب القوى (الإنجليزية)
- سينبيري تيفيري على موقع الدوري الماسي (الإنجليزية)
- سينبيري تيفيري على موقع اللجنة الأولمبية الدولية (الإنجليزية)
- سينبيري تيفيري على موقع أوليمبيديا (الإنجليزية)